# Béguinage d'Audenarde
 (janvier 2017).
Si vous disposez d'ouvrages ou d'articles de référence ou si vous connaissez des sites web de qualité traitant du thème abordé ici, merci de compléter l'article en donnant les références utiles à sa vérifiabilité et en les liant à la section « Notes et références ».
Le site du béguinage d'Audenarde, qui comprend aujourd'hui une quarantaine de maisonnettes et deux chapelles, fut occupé par des béguines à partir du XVe siècle. Il était situé à Audenarde, en Belgique, dans la province de Flandre-Orientale. Les XVIIe et XIXe siècles ont vu le béguinage se développer, mais depuis les années 1960, il est devenu un hospice pour dames âgées.

## Historique
Les béguines occupent le site à partir du milieu du XVe siècle. Jusque-là, elles ont été hébergées dans le couvent cistercien près de la collégiale Sainte-Walburge, puis, au XIVe siècle, dans une maison leur appartenant en propre, laquelle finit par échoir au couvent. Une chapelle est ajoutée au nouveau site au XVIe siècle. Après les vicissitudes des guerres de religion, le béguinage connaît, au XVIIe siècle, une période de prospérité et d’expansion. C’est alors qu'est construit le somptueux portail d’entrée baroque.
Le XIXe siècle, en dépit des retombées de la politique républicaine française et de l’anticléricalisme des décennies suivantes, apporte un certain regain, et le béguinage s’augmente même de quelques maisons supplémentaires.

## De nos jours
Depuis la mort de la dernière béguine dans les années 1960, le béguinage fait office d’hospice pour dames âgées.

## Patrimoine
Le site comprend : 
- un portail baroque (1666) ;
- une quarantaine de maisonnettes datant en majorité du XIXe siècle, quelques-unes du début du XXe siècle, le reste du début du XVIIe siècle, mais toutes de style traditionnel semblable, disposées autour de deux placettes contiguës et d’une ruelle adjacente ;
- une chapelle, datée de 1516, en gothique tardif, située dans un angle d’une des deux placettes ;
- une petite chapelle néo-gothique (seconde moitié du XIXe siècle).